# Castianeira minensis
Castianeira minensis är en spindelart som beskrevs av Cândido Firmino de Mello-Leitão 1926. 
Castianeira minensis ingår i släktet Castianeira och familjen flinkspindlar. Inga underarter finns listade.